# Drew Henson
Drew Daniel Henson (San Diego, 13 febbraio 1980) è un ex giocatore di football americano ed ex giocatore di baseball statunitense che ha giocato nel ruolo di quarterback nella National Football League e in quello di terza base nella Major League Baseball. Al college giocò a football all'Università del Michigan.

## Carriera nel baseball
Henson frequentò la Brighton High School di Brighton, Michigan e venne selezionato nel 3º round del draft MLB 1998 dai New York Yankees, che lo assegnarono nella classe Rookie. Nel 1999 giocò nella classe A-avanzata. Nel 2000 militò principalmente nella Doppia-A, giocando anche qualche partita nella classe A-avanzata.
Il 12 luglio 2000, gli Yankees scambiarono Henson, Brian Reith, Ed Yarnall e il giocatore di minor league Jackson Melian con i Cincinnati Reds per Mike Frank e Denny Neagle.
Il 21 marzo 2001, i Reds scambiarono Henson e Michael Coleman con gli Yankees per Wily Mo Pena. Durante la stagione giocò nella Tripla-A con qualche partita nella Doppia-A e nella A-avanzata.
Henson debuttò nella MLB il 5 settembre 2002, allo Yankee Stadium di New York City contro i Detroit Tigers. Concluse la stagione con 3 partite disputate nella MLB e 128 nella Tripla-A.
Nel 2003 giocò in 5 partite di major league, dove batte anche la sua prima e unica valida, e 133 partite nella Tripla-A.

## Carriera nel football
Dopo essere stato, durante l'università, la riserva di Tom Brady nei Mighigan Wolverines nel 1998 e 1999, Henson divenne titolare nel 2000, pareggiando il record dell'istituto per passaggi da touchdown in gara 4, contro la Northwestern University.
Fu scelto nel sesto giro del Draft NFL 2003 dagli Houston Texans ma optò per una carriera nel baseball. Dopo aver giocato per due stagioni negli New York Yankees della MLB, nel 2004 tornò al football e venne scambiato coi Dallas Cowboys. Disputò la sua prima gara come titolare nel Giorno del Ringraziamento del 2004 ma dopo aver passato solamente 4 passaggi su 12 tentativi fu sostituito dall'allenatore Bill Parcells con Vinny Testaverde. La sua stagione terminò con 78 yard passate e un touchdown. Dopo una cattiva pre-stagione 2005, Henson scese al terzo posto nelle gerarchie della squadra dietro a Drew Bledsoe e Tony Romo. Henson fu così spostato nella NFL Europa con i Rhein Fire guidandoli quasi fino al World Bowl. Il 24 agosto 2006 fu ufficialmente svincolato dai Cowboys.
Nel biennio 2006-2007, Henson fece parte del roster dei Minnesota Vikings, senza tuttavia mai scendere in campo. Nel 2008 passò ai Detroit Lions, debuttando nel quarto periodo della gara del Giorno del Ringraziamento in sostituzione di Daunte Culpepper. Quella stagione terminò con due sole presenze e dopo di essa si ritirò dal football professionistico.

## Statistiche
| Yard passate  | 98   |
| Touchdown     | 1    |
| Intercetti    | 1    |
| Passer rating | 64,2 |